# Sybra subconicollis
Sybra subconicollis är en skalbaggsart som beskrevs av Stefan von Breuning 1967. Sybra subconicollis ingår i släktet Sybra och familjen långhorningar. Inga underarter finns listade i Catalogue of Life.